# Royal Armoured Corps
Das Royal Armoured Corps (englisch; dt. wörtlich Royales Gepanzertes Korps, sinngemäß Königliche Panzertruppe), Kürzel RAC, ist ein administrativer Verband des britischen Heers, in dem dessen Panzer- und mechanisierten Aufklärungseinheiten mit Ausnahme gleichartiger Gardeeinheiten vereinigt sind. Das Korps selber ist hauptsächlich nur für Ausbildung und Training von Panzerbesatzungen verantwortlich.
Das Royal Armoured Corps umfasst drei Panzerbataillone, zwei gepanzerte Aufklärungsbataillone und drei mechanisierte Aufklärungsbataillone des Berufsheers und ein Panzerbataillon und drei motorisierte Aufklärungsbataillone der Army reserve sowie Ausbildungseinheiten. Die Aufklärungseinheiten werden als gepanzerte Kavallerie (armoured cavalry) und leichte Kavallerie (light cavalry) bezeichnet. Dem Korps wird vereinfachend oft auch noch ein Gardebataillon gepanzerte Kavallerie zugerechnet. In der Tradition der British Army sind die Bataillone als Regimenter gelistet und die Reservisteneinheiten als Yeomanry bekannt. Außer den Ausbildungseinheiten unterstehen die einzelnen Einheiten operativ gemischten Brigaden.
Das Abzeichen des Royal Armoured Corps zeigt unter einer Krone die Fähigkeiten der Panzertruppen versinnbildlichend einen zur Faust geballten Handschuh eines Harnischs, der von gebogenen Pfeilen umfasst ist.

## Geschichte
Das Royal Armoured Corps wurde kurz vor Beginn des Zweiten Weltkriegs am 4. April 1939 geschaffen. Es entstand als lose Vereinigung des Royal Tank Corps und zu Panzertruppen umgewandelter Kavallerieregimenter. Im Verlauf des Krieges vergrößerte sich das Korps durch die Mechanisierung von weiteren Linien- und Reservekavallerieregimentern (letztere Yeomanry benannt). Auch eine Anzahl Infanteriebataillone gelangte über ihre Umwandlung zu Panzereinheiten in das Korps. Darüber hinaus stellte das Korps eigene Trainings- und Unterstützungsregimenter auf. Schließlich wurden ihm 1944 auch das Reconnaissance Corps (dt. Aufklärungskorps) angegliedert.
Nach dem 2. Weltkrieg erfuhren wie die britischen Streitkräfte insgesamt auch die Einheiten des Royal Armoured Corps eine Reihe von außer Dienst Stellungen, Auflösungen und Verschmelzungen. So wurden dreizehn der vierzehn damals noch bestehenden Regimenter des Reconnaissance Corps mit diesem 1946 aufgelöst. Die acht Bataillone des Royal Tank Regiment wurden nach und nach miteinander verschmolzen, bis schließlich 2014 die jetzt unnummerierte Einheit übrig blieb. Die letzte Änderung im Bestand war 2015 die Verschmelzung der Queen’s Royal Lancers und der 9th/12th Royal Lancers (Prince of Wales’s) zu den Royal Lancers.

### Verschmelzungen
Liste der seit dem 2. Weltkrieg in den aktuellen Einheiten (einschließlich Garde) aufgegangenen Einheiten::
| The Life Guards (weiterhin aktiv)                  | The Life Guards (weiterhin aktiv)                                            | The Household Cavalry Regiment (& The Household Cavalry Mounted Regiment) | The Household Cavalry Regiment (& The Household Cavalry Mounted Regiment) |
| Royal Horse Guards (The Blues)                     | The Blues and Royals (Royal Horse Guards and 1st Dragoons) (weiterhin aktiv) | The Household Cavalry Regiment (& The Household Cavalry Mounted Regiment) | The Household Cavalry Regiment (& The Household Cavalry Mounted Regiment) |
| 1st The Royal Dragoons                             | The Blues and Royals (Royal Horse Guards and 1st Dragoons) (weiterhin aktiv) | The Household Cavalry Regiment (& The Household Cavalry Mounted Regiment) | The Household Cavalry Regiment (& The Household Cavalry Mounted Regiment) |
| 1st King’s Dragoon Guards                          | 1st King’s Dragoon Guards                                                    | 1st The Queen’s Dragoon Guards                                            | 1st The Queen’s Dragoon Guards                                            |
| The Queen’s Bays (2nd Dragoon Guards)              |                                                                              | 1st The Queen’s Dragoon Guards                                            | 1st The Queen’s Dragoon Guards                                            |
| 3rd Carabiniers (Prince of Wales's Dragoon Guards) | 3rd Carabiniers (Prince of Wales's Dragoon Guards)                           | The Royal Scots Dragoon Guards (Carabiniers and Greys)                    | The Royal Scots Dragoon Guards (Carabiniers and Greys)                    |
| The Royal Scots Greys (2nd Dragoons)               |                                                                              | The Royal Scots Dragoon Guards (Carabiniers and Greys)                    | The Royal Scots Dragoon Guards (Carabiniers and Greys)                    |
| 4th/7th Royal Dragoon Guards                       | 4th/7th Royal Dragoon Guards                                                 | The Royal Dragoon Guards                                                  | The Royal Dragoon Guards                                                  |
| 5th Royal Inniskilling Dragoon Guards              |                                                                              | The Royal Dragoon Guards                                                  | The Royal Dragoon Guards                                                  |
| 3rd The King’s Own Hussars                         | The Queen’s Own Hussars                                                      | The Queen’s Royal Hussars (Queen’s Own and Royal Irish)                   | The Queen’s Royal Hussars (Queen’s Own and Royal Irish)                   |
| 7th Queen’s Own Hussars                            | The Queen’s Own Hussars                                                      | The Queen’s Royal Hussars (Queen’s Own and Royal Irish)                   | The Queen’s Royal Hussars (Queen’s Own and Royal Irish)                   |
| 4th Queen’s Own Hussars                            | The Queen’s Royal Irish Hussars                                              | The Queen’s Royal Hussars (Queen’s Own and Royal Irish)                   | The Queen’s Royal Hussars (Queen’s Own and Royal Irish)                   |
| 8th King's Royal Irish Hussars                     | The Queen’s Royal Irish Hussars                                              | The Queen’s Royal Hussars (Queen’s Own and Royal Irish)                   | The Queen’s Royal Hussars (Queen’s Own and Royal Irish)                   |
| 9th Queen’s Royal Lancers                          | 9th/12th Royal Lancers (Prince of Wales’s)                                   | The Royal Lancers (Queen Elizabeth’s Own)                                 | The Royal Lancers (Queen Elizabeth’s Own)                                 |
| 12th Royal Lancers (Prince of Wales’s)             | 9th/12th Royal Lancers (Prince of Wales’s)                                   | The Royal Lancers (Queen Elizabeth’s Own)                                 | The Royal Lancers (Queen Elizabeth’s Own)                                 |
| 16th/5th The Queen’s Royal Lancers                 | The Queen’s Royal Lancers                                                    | The Royal Lancers (Queen Elizabeth’s Own)                                 | The Royal Lancers (Queen Elizabeth’s Own)                                 |
| 17th/21st Lancers                                  | The Queen’s Royal Lancers                                                    | The Royal Lancers (Queen Elizabeth’s Own)                                 | The Royal Lancers (Queen Elizabeth’s Own)                                 |
| 10th Royal Hussars (Prince of Wales’s Own)         | The Royal Hussars (Prince of Wales’s Own)                                    | The King’s Royal Hussars                                                  | The King’s Royal Hussars                                                  |
| 11th Hussars (Prince Albert’s Own)                 | The Royal Hussars (Prince of Wales’s Own)                                    | The King’s Royal Hussars                                                  | The King’s Royal Hussars                                                  |
| 14th/20th King’s Hussars                           |                                                                              | The King’s Royal Hussars                                                  | The King’s Royal Hussars                                                  |
| 13th/18th Royal Hussars (Queen Mary’s Own)         | 13th/18th Royal Hussars (Queen Mary’s Own)                                   | The Light Dragoons                                                        | The Light Dragoons                                                        |
| 15th/19th The King’s Royal Hussars                 |                                                                              | The Light Dragoons                                                        | The Light Dragoons                                                        |
| 1st Royal Tank Regiment                            | 1st Royal Tank Regiment                                                      | 1st Royal Tank Regiment                                                   | Royal Tank Regiment                                                       |
| 4th Royal Tank Regiment                            | 4th Royal Tank Regiment                                                      | 1st Royal Tank Regiment                                                   | Royal Tank Regiment                                                       |
| 7th Royal Tank Regiment                            | 4th Royal Tank Regiment                                                      | 1st Royal Tank Regiment                                                   | Royal Tank Regiment                                                       |
| 2nd Royal Tank Regiment                            | 2nd Royal Tank Regiment                                                      | 2nd Royal Tank Regiment                                                   | Royal Tank Regiment                                                       |
| 3rd Royal Tank Regiment                            | 3rd Royal Tank Regiment                                                      | 2nd Royal Tank Regiment                                                   | Royal Tank Regiment                                                       |
| 6th Royal Tank Regiment                            | 3rd Royal Tank Regiment                                                      | 2nd Royal Tank Regiment                                                   | Royal Tank Regiment                                                       |
| 5th Royal Tank Regiment                            | 5th Royal Tank Regiment                                                      | aufgelöst                                                                 | Royal Tank Regiment                                                       |
| 8th Royal Tank Regiment                            | 5th Royal Tank Regiment                                                      | aufgelöst                                                                 | Royal Tank Regiment                                                       |

## Organisation

### Korps
- Hauptquartier
- Panzerzentrum[11]
  - AFV Trainingsgruppe[K 1]
    - Grundausbildungsschule (Fahrschule & Fahrzeugpflege, Schießschule, Kommunikation)
    - RAC Trainingsregiment
- Musikkapelle[K 2]

Anmerkungen K:
1. ↑  AFV = Armoured Fighting Vehicle, dt. gepanzertes Kampffahrzeug
2. ↑  administrativ Teil des Corps of Army Music (dt. Korps der Heeresmusik)

### Feldheer

#### Panzer
Die Panzerbataillone (armour) sind mit Challenger 2 ausgerüstet.
- The King’s Royal Hussars
- The Queen’s Royal Hussars (The Queen’s Own and Royal Irish)
- Royal Tank Regiment
  - plus ABC-Aufklärungs- und Überwachungsschwadron (operativ Pionierregiment unterstellt)[13]

#### Gepanzerte Kavallerie
Von der gepanzerten Aufklärung (armoured cavalry) wird der Spähpanzer Scimitar verwendet, der sukzessive durch Ajax ersetzt werden soll.
- The Royal Dragoon Guards
- The Royal Lancers (Queen Elizabeths’ Own)

Eine weitere Einheit dieser Gattung ist das Household Cavalry Regiment. Obwohl es in der alltäglichen Praxis (Ausbildung, Einsatz, PR) als RAC-Einheit behandelt wird, ist das HCR aber formal kein Teil des Korps. Es bildet mit seiner Zwillingseinheit, dem Household Cavalry Mounted Regiment (bekannt als Garde zu Pferd), die separate Household Cavalry (dt. Haustruppenkavallerie). Deswegen lautet die exakte Bezeichnung der Panzertruppen des britischen Heers auch Royal Armoured Corps and Household Cavalry (gelegentlich in umgedrehter Reihenfolge).

#### Leichte Kavallerie
Die mechanisierten Aufklärungsbataillone (light cavalry) operieren auf dem Waffenträger Jackal.
- The Light Dragoons
- The Royal Scots Dragoon Guards (Carabiniers and Greys)
- 1st The Queen’s Dragoon Guards

### Heeresreserve
In der Tradition der Reservekavallerie werden die Army Reserve Einheiten des RAC Yeomanry genannt.

#### Panzer
- The Royal Wessex Yeomanry
  - stellt Ersatzpersonal für die Panzereinheiten des Feldheers[12]

#### Leichte Kavallerie
Den Reservistenaufklärungseinheiten dient der Land Rover als Einsatzfahrzeug. Jede Einheit ist fest einer Feldheereinheit gleichen Typs zugeordnet.
- Scottish and North Irish Yeomanry
  - verpaart mit Royal Scots Dragoon Guards
- The Queen’s Own Yeomanry
  - verpaart mit The Light Dragoons
- The Royal Yeomanry
  - verpaart mit 1st The Queen’s Dragoon Guards

## Zukunft
Auf Grundlage des Verteidigungsweißbuchs Strategic Defence and Security Review 2015 und dessen Umsetzung Army 2020 Refine sollen bis 2025 The King’s Royal Hussars ihre Panzer gegen Ajax tauschen und als gepanzerte Kavallerie zusammen mit der Household Cavalry die Panzerkräfte einer Strike Brigade bilden. Dann bestünde das Royal Armoured Corps aus zwei Panzerbataillonen plus eine Yeonmanry, drei gepanzerten Kavalleriebataillonen (HCR mitgezählt vier) und drei leichten Kavalleriebataillonen plus drei Yeonmanry.